# You're All I Need
You're All I Need è il secondo album in studio inciso in duetto dai cantanti statunitensi Marvin Gaye e Tammi Terrell, pubblicato nel 1968.

## Tracce
Lato 1
1. Ain't Nothing like the Real Thing (Nickolas Ashford, Valerie Simpson)
2. Keep On Lovin' Me Honey (Ashford, Simpson)
3. You're All I Need to Get By (Ashford, Simpson)
4. Baby Don't Cha Worry (Johnny Bristol, Jackie Beavers)
5. You Ain't Livin' 'Til You're Lovin' (Ashford, Simpson)
6. Give In, You Just Can't Win (Harvey Fuqua, Bristol)

Lato 2
1. When Love Comes Knocking At My Heart (Fuqua, Bristol, Gladys Knight, Vernon Bullock)
2. Come On and See Me (Fuqua, Bristol)
3. I Can't Help But Love You (Robert Gordy, Thomas Kemp, Marvin Gaye)
4. That's How It Is (Since You've Been Gone) (Fuqua, Bristol, Bullock)
5. I'll Never Stop Loving You Baby (Fuqua, Bristol, Beatrice Verdi)
6. Memory Chest (Fuqua, Bristol)